# Orientation (EP)
Orientation es el segundo EP de la banda finlandesa de power metal Sonata Arctica lanzado el 22 de agosto de 2001.

## Lista de canciones
- - "Black Sheep"
  - "Mary-Lou (versión acústica)"
  - "The Wind Beneath My Wings" (versión de Bette Midler) - originalmente grabada por Roger Whittaker
  - "Die With Your Boots On" (versión de Iron Maiden)
  - Video de "Wolf & Raven"
  - Entrevista en Tuska, 2002

## Personal
- Tony Kakko - Voz
- Jani Liimatainen - Guitarra
- Marko Paasikoski - Bajo
- Mikko Härkin - Teclado
- Tommy Portimo - Batería